# Steve Soper
Steve Soper, född 27 september 1951 i London Borough of Ealing, är en brittisk racerförare.

## Källor

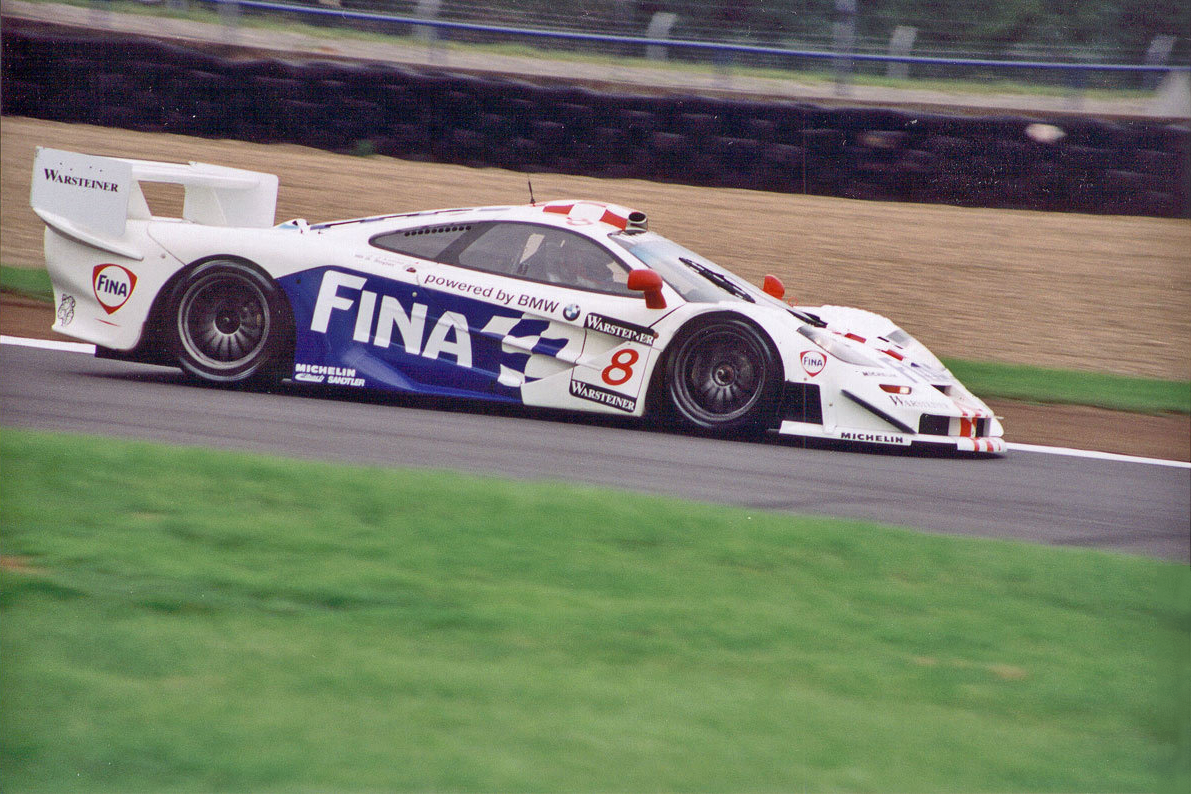
Steve Soper i en McLaren F1 GTR på Donington Park 1997.